# Erythrovenator
Erythrovenator („červený lovec“) je rod archaického teropodního dinosaura, žijícího v období svrchního triasu na území současné Brazílie (stupeň karn až nor, asi před 233 až 225 miliony let). Jedná se tedy o jednoho z nejstarších známých teropodních dinosaurů vůbec.

## Objev a popis
Jeho fosilie (v podobě části levé stehenní kosti, nyní se sbírkovým označením CAPPA/UFSM 0157) byly objeveny v sedimentech geologického souvrství Candelária (pánev Paraná, stát Rio Grande do Sul) a dlouho byly označovány jako „Dinosauromorpha indet“. Nový výzkum nicméně prokázal, že se jedná o fosilii vývojově primitivního teropodního dinosaura, a ten byl formálně popsán Rodrigem T. Müllerem koncem roku 2020.
Fosilie tohoto dinosaura byly objeveny v asociaci s množstvím fosilií traversodontního kynodonta rodu Siriusgnathus.